# Nelling
Nelling är en kommun i departementet Moselle i regionen Grand Est (tidigare regionen Lorraine) i nordöstra Frankrike. Kommunen ligger i kantonen Sarralbe som tillhör arrondissementet Sarreguemines. År 2022 hade Nelling 262 invånare.
Nelling ligger omkring 20 kilometer söder om Forbach.

## Befolkningsutveckling
Antalet invånare i kommunen Nelling
| Referens: INSEE |